# Escharoides excavata
Escharoides excavata is een mosdiertjessoort uit de familie van de Exochellidae. De wetenschappelijke naam van de soort is, als Lepralia excavata, voor het eerst geldig gepubliceerd in 1860 door MacGillivray.